# Leonardo D'Agostini
Leonardo D'Agostini (Roma, 6 agosto 1977) è un regista e sceneggiatore italiano, vincitore del Nastro d'argento al miglior regista esordiente nel 2019.

## Biografia
Debutta come assistente alla regia nel 2000 come aiuto di José María Sánchez nel film televisivo Piovuto dal cielo. In questo ruolo prosegue l'attività televisiva in serie come Il maresciallo Rocca e Commesse. Il suo esordio a livello cinematografico avviene nel 2019 con Il campione e conquista come opera prima il Nastro d'argento al miglior regista esordiente.

## Filmografia
- La via del successo - cortometraggio (2005)
- Sangre de perro - cortometraggio (2007)
- Il campione (2019)
- Luna Park - serie TV, 3 episodi (2021)
- Una storia nera (2024)

## Riconoscimenti
- Nastro d'argento
  - 2019 – Miglior regista esordiente[1]
- David di Donatello
  - 2020 – Nominato a miglior regista esordiente[3]
- Arcipelago Film Festival
  - 2004 – Primo premio concorso nazionale a Smart